# Girard (Geórgia)
Girard é uma cidade  localizada no estado americano de Geórgia, no Condado de Burke.

## Demografia
Segundo o censo americano de 2000, a sua população era de 227 habitantes.
Em 2006, foi estimada uma população de 229, um aumento de 2 (0.9%).

## Geografia
De acordo com o United States Census Bureau tem uma área de
8,3 km², dos quais 8,3 km² cobertos por terra e 0,0 km² cobertos por água. Girard localiza-se a aproximadamente 73 m acima do nível do mar.

## Localidades na vizinhança
O diagrama seguinte representa as localidades num raio de 36 km ao redor de Girard.